# Arrondissement Draguignan
Arrondissement Draguignan je francouzský arrondissement ležící v departementu Var v regionu Provence-Alpes-Côte d'Azur. Člení se dále na 12 kantonů a 58 obcí.

## Kantony
- Callas
- Comps-sur-Artuby
- Draguignan
- Fayence
- Fréjus
- Grimaud
- Lorgues
- Le Luc
- Le Muy
- Saint-Raphaël
- Saint-Tropez
- Salernes